# Azione del 9 febbraio 1799 (Africa meridionale)
L’Azione del 9 febbraio 1799 fu un combattimento navale minore nell'ambito delle Guerre rivoluzionarie francesi tra una fregata britannica della Royal Navy ed una nave piratesca francese, svoltosi a circa 120 km in direzione ovest-sudovest della regione del Natal, in Sudafrica. La fregata francese Prudente (32 cannoni) sin dall'inizio della guerra operò con uno squadrone proveniente dall'Île de France (oggi Mauritius). Questo squadrone venne disperso nel corso del 1798, con le navi impegnate in operazioni indipendenti per minacciare le rotte commerciali inglesi nell'Oceano Indiano. La Prudente era stata catturata nell'autunno di quell'anno da Anne Joseph Hippolyte de Maurès, conte di Malartic, governatore dell'Île de France, e venduta ad una compagnia di corsari.
All'inizio del 1799 la Prudente operava nell'Africa meridionale attaccando le navi commerciali inglesi che oltrepassavano la Colonia del Capo quando la nave venne intercettata dalla fregata inglese HMS Daedalus al comando del capitano Henry Lidgbird Ball. La Prudente si rivolse all'indietro e Ball le diede la caccia a breve dstanza. Dopo cinque ore la Daedalus catturò la Prudente non prima di averle tirato una bordata che la rese inabile a proseguire l'inseguimento. Per un'altra ora continuarono degli scontri ravvicinati sino a quando la Prudente non venne costretta ad arrendersi.

## Antefatto
Nel 1799 le forze inglesi dominavano l'Oceano Indiano, controllando la tratta vitale verso la Cina, le Indie Orientali olandesi e l'India britannica. La marina francese originariamente aveva destinato due sole fregate ad operare nella regione, la Prudente e la Cybèle, da Port Louis sull'Île de France. Questa forza venne aumentata nell'estate del 1796 da un grande squadrone di fregate al comando del contrammiraglio Pierre César Charles de Sercey che si portò nelle Indie Orientali tra il 1796 ed il 1797, soffrendo amare sconfitte come nel caso dell'azione del 9 settembre 1796 e dell'incidente dello Stretto di Bali. Nel corso del 1798 lo squadrone venne disperso e le sue ciurme iniziarono ad ammutinarsi, mentre l'Assemblea Coloniale dell'Île de France rispose rifiutandosi di fornire i rinforzi ed i rifornimenti alle sue stesse navi.
Per mitigare queste problematiche, Sercey ordinò a due delle sue fregate, la Pudente e la Fote di portarsi nella Baia del Bengala per minacciare il commercio locale degli inglesi a partire dall'autunno del 1798. Quando queste navi fecero ritorno, Sercey era già salpato verso est, lasciando istruzioni alle fregate di seguirlo. Questi ordini vennero ad ogni modo mutati dal governatore dell'Île de France, Malartic, che ordinò alle sue fregate di rimanere nel porto. Per quando Sercey ebbe a protestare per l'azione di Malartic, il governatore diede nuovi ordini alle navi: la Forte venne inviata a nordest per poter operare nella Baia del Bengala al largo di Calcutta, mentre la Prudente venne parzialmente disarmata e venduta ad un corsaro privato.

## La battaglia
Il comando della Prudente venne dato al capitano Emanuel-Hippolite Le Jolliff che salpò ad est dell'area della Colonia del Capo per bloccare i mercanti transoceanici che salpavano da e per Città del Capo. Quest'operazione riuscì a totalizzare qualche successo come ad esempio il blocco di un grande mercantile americano diretto a Canton che fruttò ai francesi 17 nuovi marinai e nuovi cannoni per la Prudente. La sera del 9 febbraio 1799, mentre si trovava a circa 120 km a sudovest della costa di Natal, venne notata una nave che si avvicinava rapidamente. Riconoscendola una fregata inglese, La Joliff ordinò alle sue navi di separarsi alle 7.00 della mattina successiva con la nave americana catturata a sud mentre la Prudente si portò a nord nella speranza di confondere gli inglesi e riuscire così a fuggire.
La nave arrivata sul posto era la HMS Daedalus (32 cannoni) della Royal Navy, una fregata al comando del capitano Henry Lidgbird Ball. Ball si pose come obbiettivo l'idea di inseguire la Prudente, raggiungendola alle 10.00. Con la fregata inglese a breve distanza, La Joliff ordinò ai suoi uomini di iniziare a sparare a breve distanza alla Daedalus ed alle 12.10 iniziò lo scontro, sparando una bordata devastante alla fregata francese alle 12:25. Ball portò la Daedalus a fianco della Prudente ed ingaggiò con questa un duello a breve distanza e la nave di Ball riuscì ad abbattere l'albero maestro della Prudente nel giro di 15 minuti. Fu solo alle 13:21, dopo più di un'ora di combattimenti, che La Joliff seppe dei danni alla sua nave e decise di ammainare la propria bandiera.

## Conseguenze
La Prudente venne pesantemente danneggiata nel corso dello scontro ed ebbe notevoli perdite a bordo con 27 morti e 22 feriti. Perdite e danni a bordo della Daedalus furono molto più leggeri con solo un marinaio morto e un Royal Marine oltre ad undici feriti. Ball condusse delle riparazioni frettolose per poter portare la Prudente a Table Bay il 15 febbraio. Qui la nave però venne condannata alla distruzione da parte del comandante del porto, il capitano George Losack: sebbene la Prudente fosse una nave di alta qualità le risorse disponibili alla Colonia del Capo non erano sufficienti a condurre le necessarie riparazioni e la fregata francese non venne quindi inclusa nella Royal Navy. Tra i prigionieri presi a bordo della Prudente vi era un disertore della Royal Navy di nome Thomas Tring che venne successivamente sottoposto al giudizio della corte marziale e impiccato.
Nel teatro dell'Oceano Indiano la perdita della Prudente venne completata alcune settimane dopo dalla cattura della Forte nel corso dell'Azione del 28 febbraio 1799, che lasciò Sercey senza altre navi da guerra immediatamente disponibili. All'Azione dell'11 dicembre 1799 la sua ultima fregata, la Preneuse, venne intercettata e distrutta al largo dell'Île de France. Rimasto comandante senza comando, l'ammiraglio francese fece ritorno in Francia e decise poi di ritirarsi dalla marina.